# Yolande Moreau

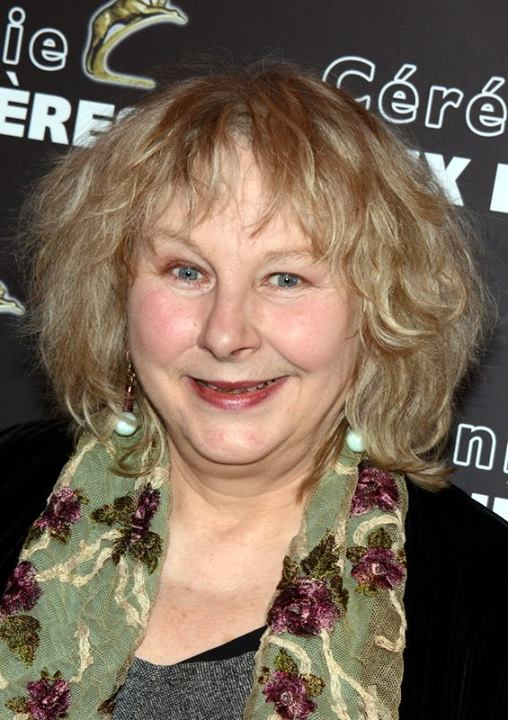
Yolande Moreau 2014

Yolande Moreau (* 27. Februar 1953 in Brüssel) ist eine belgische Komödiantin, Schauspielerin, Regisseurin und Drehbuchautorin französisch-flämischer Herkunft. Für ihre Darstellungen, häufig gesellschaftliche Randfiguren, wurde sie bisher zweimal mit dem César, Frankreichs nationalem Filmpreis, ausgezeichnet.

## Leben

### Ausbildung und erste Filmrollen
Yolande Moreau wurde 1953 in Brüssel geboren. Sie arbeitete mehrere Jahre als Erzieherin und war für ein Kindertheater in der belgischen Hauptstadt tätig, ehe sie sich dafür entschied, eine Karriere als Komödiantin anzustreben. Moreau studierte an der Ecole Jacques Lecoq, wo sie unter anderem von dem bekannten Clown und Theaterlehrer Philippe Gaulier unterrichtet wurde. „Das war wie eine Offenbarung. Hat nichts mit Grimassieren zu tun. Dort habe ich gelernt, wie man die Dinge tief aus dem Innern herausholt“, so Moreau. Ihr erster Erfolg war 1982 das One-Woman-Stück Sale affaire du sexe et du crime, das sie an ihren freien Nachmittagen in Tanzlokalen verfasst hatte. Mit dem Stück, in dem sie als Irène ihren Geliebten tötet und sich mit barscher Stimme ängstlich über die Banalität ihres Lebens äußert, tourte Yolande Moreau unter anderem erfolgreich durch Frankreich, die Schweiz und Québec. Durch Sale affaire du sexe et du crime machte die Schauspielerin auch die Bekanntschaft mit der belgischen Regisseurin Agnès Varda, die Moreau 1984 einen Part in ihrem 28-minütigen Kurzfilm 7p., cuis., s. de b., … à saisir anbot. Ein Jahr später war Yolande Moreau erneut in einer Nebenrolle in Vardas preisgekröntem Drama Vogelfrei zu sehen, in dem Sandrine Bonnaire Kritiker und Publikum als junge Vagabundin überzeugte.
Im Jahr 1989 wurde Yolande Moreau Mitglied der Theatergruppe von Jérôme Deschamps und Macha Makeieff, einer erfolgreichen Formation von Deadpan-Komikern, die das Publikum unterhalten, ohne dabei selbst zu lächeln. Schnell avancierte Moreau zu einer der herausragenden Akteure der Gruppe, die über einen eigenen Sendeplatz bei Canal Plus verfügte. In Stücken wie Lapin chasseur oder Les Pieds dans l’eau in dem 1994 für das französische Fernsehen ausgestrahlten Programm Les Deschiens verkörperte sie in ungeschliffener Art und Weise unter der Regie Deschamps und Makeieffs sowohl verrückte als auch poetische Charaktere. Daraufhin erhielt Moreau vermehrt Engagements für Film- und Fernsehproduktionen, in denen sie meistens mit komischen Rollen betraut wurde. Nach kleinen Nebenrollen in Komödien wie Étienne Chatiliez’ Das Glück liegt in der Wiese, Coline Serreaus Der grüne Planet – Besuch aus dem All und Jean-Paul Rappeneaus Drama Der Husar auf dem Dach, folgte 2001 die Zusammenarbeit mit Jean-Pierre Jeunet. Der Regisseur und Drehbuchautor gab ihr einen größeren Part in seiner romantischen Komödie Die fabelhafte Welt der Amélie, in der sie als einsame Concierge Madame Wallace durch die Titelheldin (gespielt von Audrey Tautou) Versöhnung mit ihrem untreuen verstorbenen Ehemann findet. Die fabelhafte Welt der Amélie war großer Erfolg bei Kritikern und Kinozuschauern beschieden und ließ Yolande Moreau einem größeren Publikum bekannt werden. Die 11,4 Mio. Euro teure Produktion gewann 2002 den wichtigsten französischen Filmpreis César als bester Film des Jahres sowie fünf Oscar-Nominierungen.

### Erfolg als Filmregisseurin
Nach Die fabelhafte Welt der Amélie erschien Yolande Moreau in den kommenden Jahren verstärkt in Dramen und Thrillern, war aber weiterhin auf Nebenrollen abonniert. 2001 war sie in Dominique Cabreras preisgekröntem Drama Milch der Zärtlichkeit zu sehen. 2002 agierte sie als Kriminalkommissarin an der Seite Philippe Noirets in Philippe Blasbands Kriminalfilm Un honnête commerçant und erhielt die weibliche Hauptrolle in dem vierteiligen Fernsehdrama Le Champ dolent, le roman de la terre mit Jean Yanne. Nachdem Moreau 2004 erneut unter der Regie Dominique Cabreras in dem Kriegsdrama Folle embellie zu sehen war, folgte die Zusammenarbeit mit dem Regisseur und Drehbuchautor Gilles Porte an dem Film Wenn die Flut kommt. Der französische Filmemacher hatte in den frühen 1990er Jahren Yolande Moreau in ihrem Programm Sale affaire du sexe et du crime auf der Bühne gesehen. Nach dem Programm C’est Magnifique von Jérôme Deschamps war Porte überzeugt davon, ein Drehbuch für einen Film zu verfassen, in dem Yolande Moreau die Hauptrolle bekleiden würde – eine Schauspielerin, die mit ihrem Programm durch das Land tourt. Der Filmemacher besuchte Moreau mit ein paar Seiten eines Drehbuchentwurfes, was in fünf Jahren gemeinsamer Arbeit in einem Filmskript mündete. Beide übernahmen 2004 auch die Regie bei Wenn die Flut kommt, dessen Original-Titel sich auf einen in Nordfrankreich bekannten Song von Raoul de Goederwaervelde ableitet. Die Rolle der Irène, die mit ihrer One-Woman-Show durch das ländliche Nordfrankreich tourt und sich dabei in den aufbrausenden belgischen Lebenskünstler Dries (gespielt von Wim Willaert) verliebt, war Yolande Moreaus Durchbruch als Schauspielerin und sie gewann 2005 den César als beste Hauptdarstellerin und den Darstellerpreis auf dem Festival International du Film Francophone in Namur. Für ihre Inszenierung erhielten Moreau und Porte den César und den Louis-Delluc-Preis jeweils für das beste Erstlingswerk und eine Nominierung für den Europäischen Filmpreis 2005 als Neuentdeckung des Jahres.
Nach dem großen Erfolg von Wenn die Flut kommt war Yolande Moreau 2005 in Constantin Costa-Gavras’ Tragikomödie Die Axt zu sehen. 2006 arbeitete die belgische Schauspielerin an fünf Film- und Fernsehproduktionen, u. a. der Komödie Enfermés dehors von Albert Dupontel und dem Kompilationsfilm Paris je t'aime in dem sich vierundzwanzig internationale Regisseure, darunter Tom Tykwer, Gus Van Sant und Walter Salles, zwanzig Liebesgeschichten annehmen, die in den zwanzig verschiedenen Arrondissements der französischen Hauptstadt angesiedelt sind. In der Episode 7th arrondissement agierte Yolande Moreau gemeinsam mit Paul Putner als Pantomimen-Paar unter der Regie von Sylvain Chomet. An frühere Erfolge anknüpfen konnte Moreau 2008 mit der Titelrolle in Martin Provosts Filmdrama Séraphine. Der Part der Malerin Séraphine Louis brachte ihr 2009 den zweiten César als Beste Hauptdarstellerin ein, was zuvor nur solch bekannten französischen Schauspielerinnen wie Sabine Azéma, Nathalie Baye oder Catherine Deneuve gelungen war, sowie den Preis der Filmkritikervereinigung von Los Angeles. Von Kritikern hochgelobt wurde ihre Darstellung auch beim deutschen Kinostart von Séraphine im Dezember 2009. „Yolande Moreau […] trägt diesen Film fast allein. Ihre Séraphine ist sehr präsent. Sie strahlt die ganze Willenskraft und den künstlerischen Eigensinn aus, den die Haushälterin aufbringt, um als Künstlerin zu überleben“, so die taz, während die Frankfurter Rundschau die „bewegende Selbstverständlichkeit“ der belgischen Schauspielerin pries, mit der sie ihre eigensinnige Figur ausstatte.

## Filmografie (Auswahl)
- 1984: 7p., cuis., s. de b., … à saisir
- 1985: Vogelfrei (Sans toit ni loi)
- 1991: Kommissar Navarro (Navarro, Fernsehserie, 1 Folge)
- 1993: Germinal
- 1994: Les Deschiens (TV-Serie)
- 1995: Les vacances de Maigret (TV-Film)
- 1995: Der Husar auf dem Dach (Le hussard sur le toit)
- 1995: Das Glück liegt in der Wiese (Le bonheur est dans le pré)
- 1995: Alles kein Problem (Les trois frères)
- 1996: Der grüne Planet – Besuch aus dem All (La belle verte)
- 1998: Vollmond
- 1998: Que la lumière soit!
- 2001: Die fabelhafte Welt der Amélie (Le fabuleux destin d’Amélie Poulain)
- 2001: Milch der Zärtlichkeit (Le lait de la tendresse humaine)
- 2001: Meine verlorene Tochter (Sa mère, la pute) (TV-Film)
- 2002: Ein Teil des Himmels (Une part du ciel)
- 2002: Un honnête commerçant
- 2002: Le champ dolent, le roman de la terre (TV-Miniserie)
- 2003: Body Snatch – Schatten der Vergangenheit (Corps à corps)
- 2004: Folle embellie
- 2004: Wenn die Flut kommt (Quand la mer monte…) – auch Regie und Drehbuch
- 2005: Ze film
- 2005: Nach dem großen Knall (La nuit des temps)
- 2005: Die Axt (Le couperet)
- 2006: Le cri (Fernsehserie)
- 2006: Enfermés dehors
- 2006: Paris, je t’aime
- 2006: Au crépuscule des temps (TV-Film)
- 2006: Einmal Polizist, immer Polizist (Vous êtes de la police?)
- 2006: Je m’appelle Elisabeth
- 2007: Die letzte Mätresse (Une vieille maîtresse)
- 2008: Séraphine
- 2009: Louise hires a Contract Killer (Louise-Michel)
- 2009: Micmacs – Uns gehört Paris! (Micmacs à tire-larigot)
- 2010: Mammuth
- 2010: Gainsbourg – Der Mann, der die Frauen liebte (Gainsbourg (Vie héroïque))
- 2010: Die Meute (La meute)
- 2011: Où va la nuit
- 2012: Der Tag wird kommen (Le grand soir)
- 2012: Camille – Verliebt nochmal! (Camille redouble)
- 2012: In ihrem Haus (Dans la maison)
- 2013: 9 mois ferme
- 2014: Ablations
- 2014: Brèves de comptoir
- 2015: Voyage en Chine
- 2015: Das brandneue Testament (Le tout nouveau testament)
- 2016: Ein Leben (Une Vie)
- 2017: Crash Test Aglaé
- 2018: Raymonde ou l’évasion verticale (Stimme von Raymonde)
- 2019: Rebellinnen – Leg’ dich nicht mit ihnen an! (Rebelles)
- 2020: Online für Anfänger (Effacer l’historique)
- 2020: Die perfekte Ehefrau (La Bonne Épouse)
- 2022: L’envol
- 2024: Ich lasse mir nichts mehr gefallen (Je ne me laisserai plus faire)

## Auszeichnungen

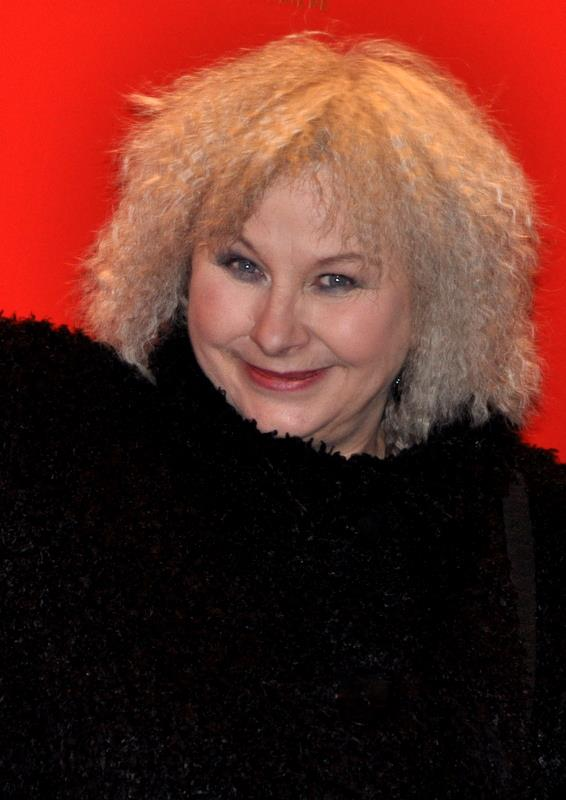
Yolande Moreau bei der César-Verleihung 2013

- 2004: Louis-Delluc-Preis in der Kategorie Bestes Erstlingswerk für Wenn die Flut kommt
- 2004: Publikumspreis beim Paris International Cinema Meeting für Wenn die Flut kommt
- 2004: Bayard d’Or in der Kategorie Beste Darstellerin beim Festival International du Film Francophone de Namur für Wenn die Flut kommt
- 2005: Césars in den Kategorien Beste Hauptdarstellerin und Bestes Erstlingswerk für Wenn die Flut kommt
- 2005: Nominierung für den Europäischen Filmpreis in der Kategorie Europäische Entdeckung des Jahres für Wenn die Flut kommt
- 2005: Nominierungen für den Joseph-Plateau-Preis in den Kategorien Beste belgische Schauspielerin und Bestes belgisches Drehbuch für Wenn die Flut kommt
- 2008: Preis in der Kategorie Beste Darstellerin beim Cairo International Film Festival für Séraphine
- 2009: César in der Kategorie Beste Hauptdarstellerin für Séraphine
- 2009: Nominierung für den Europäischen Filmpreis in der Kategorie Beste Darstellerin für Séraphine
- 2009: Prix Lumières in der Kategorie Beste Darstellerin für Séraphine
- 2009: Étoile d’Or in der Kategorie Beste Darstellerin für Séraphine
- 2009: Preis der Los Angeles Film Critics Association in der Kategorie Beste Hauptdarstellerin für Séraphine
- 2009: Jurypreis in der Kategorie Beste Darstellerin beim Newport Beach Film Festival für Séraphine
- 2013: Nominierung für den César in der Kategorie Beste Nebendarstellerin für Camille – Verliebt nochmal!
- 2021: Nominierung für den César in der Kategorie Beste Nebendarstellerin für La bonne épouse